# Gacy (film)
Gacy is een Amerikaanse direct-naar-dvd-film uit 2003. Het is een biografisch drama over de Amerikaanse seriemoordenaar John Wayne Gacy. Het verhaal werd geschreven door Clive Saunders en David Birke, en de film werd geregisseerd door Clive Saunders.
Op Rotten Tomatoes kreeg Gacy 17% gebaseerd op 6 besprekingen, met een score van 3,8/10.
Het personage Tom Kovacs is een samenstelling van twee jonge mannen die in werkelijkheid met Gacy hadden samengewoond.

## Verhaal
John Wayne Gacy (Mark Holton) lijkt een modelburger, die getrouwd is, twee dochters heeft, bloeiende zakenhandels uitbaat, opkomt als kandidaat voor de Democratische Partij, en kinderen amuseert als Pogo de clown. Regelmatig neemt hij verweesde of van huis weggelopen jongeren in dienst om te klussen in zijn huis waar ook zijn oude moeder bij zijn gezin inwoont. De klussen draaien vaak rond een probleem met de afwatering van de kelderruimtes: buren klagen weleens over een vreselijke stank.
Soms verdwijnen er jongens die voor hem werken. Mysterieuze zaken beginnen aan het licht te komen wanneer een jonge homoseksueel door Gacy opgepikt, ontvoerd en bij hem thuis mishandeld wordt, en 's anderendaags in het stadspark ontwaakt, geketend aan een militair standbeeld van de Tweede Wereldoorlog. De jongeman doet aangifte bij de politie en vanaf dan, omdat zij al langer vermoedens in Gacy's richting koesterden, houden twee detectives zijn huis dag en nacht in het oog om hem te kunnen betrappen. Wat uiteindelijk ook gebeurt: na Gacy's arrestatie doet de politie de ene gruwelijke ontdekking na de andere, wanneer blijkt dat hij in de loop van lange jaren 33 jonge mannen vermoord had, en vele van hun lichamen gedumpt had in de kruipruimtes onder zijn huis.
Hoewel het filmverhaal en enkele personages verzonnen zijn, werd toch met succes aandacht besteed aan het waargebeurde levensverhaal van John Wayne Gacy, het landschap waarin hij woonde en werkte, de conversaties die hij voerde, en de soorten mensen met wie hij dagelijks omging. In een flashback aan het begin van de film lijken de makers er de nadruk op te leggen dat het hoofdpersonage, door zijn vader genoemd naar de macho acteur John Wayne, in een seriemoordenaar veranderde omdat hij in werkelijkheid homoseksueel was, maar dat levenslang onderdrukte en uitleefde in de schijn van een dubbelleven, omdat zijn vader net altijd van hem verlangd had dat hij 'een echte man' zou worden. Een eigenaardige psychologische kronkel bestond dan daarin, dat Gacy wel homo was, zijn seksualiteit echter niet vrij kon of wilde beleven als iemand die er vrede mee nam, maar zichzelf hierom haatte en verafschuwde, wat als gevolg daarvan tot psychopathie voerde. Hoofdacteur Mark Holton gelijkt fysiek bijzonder goed op de echte Gacy.
In een passage waarin Gacy bij een boezemvriend zijn misdaden komt opbiechten, vertelt deze dat hij in wanhoop en afgrijzen voor zichzelf wil emigreren: 'I want to go to Belgium'. Deze passage is misschien tekenend of frappant, maar waarschijnlijk verzonnen.

## Rolverdeling
- Mark Holton (Scott Alan Henry, young) als John Wayne Gacy, Jr.
- Adam Baldwin als John Gacy, Sr.
- Charlie Weber als Tom Kovacs
- Allison Lange als Gretchen
- Edith Jefferson als Mother Gacy
- Joleen Lutz als Karen Gacy
- Kenneth Swartz als Dave
- Matt Farnsworth als Stu
- Joe Sikora als Roger
- Jeremy Lelliot als Little Stevie
- Oren Skoog als Jimmy
- Joe Roncetti als Peter
- Eddie Adams als Duane
- Doran Ray als Tony
- Larry Hankin als Eddie Bloom
- Glenn Morshower en Jessica Schatz als Ted en Julie Boyle
- Wyatt Denny als Steve